# Olympische Sommerspiele 1960/Teilnehmer (Türkei)
| Gelbes Symbol für Goldmedaillen mit stilisierten Olympischen Ringen | Graues Symbol für Silbermedaillen mit stilisierten Olympischen Ringen | Braundes Symbol für Bronzemedaillen mit stilisierten Olympischen Ringen |
| ------------------------------------------------------------------- | --------------------------------------------------------------------- | ----------------------------------------------------------------------- |
| 7                                                                   | 2                                                                     | —                                                                       |

Die Türkei nahm an den Olympischen Sommerspielen 1960 in Rom mit einer Delegation von 49 Athleten (46 Männer und 3 Frauen) an 41 Wettkämpfen in sechs Sportarten teil.
Die türkischen Sportler gewannen sieben Gold- und zwei Silbermedaillen, allesamt im Ringen. Im Medaillenspiegel der Spiele platzierte sich die Türkei damit auf dem sechsten Platz. Olympiasieger wurden Müzahir Sille (Federgewicht), Mithat Bayrak (Weltergewicht) und Tevfik Kış (Halbschwergewicht) im griechisch-römischen Stil sowie	Ahmet Bilek (Fliegengewicht), Mustafa Dağıstanlı (Federgewicht), Hasan Güngör (Mittelgewicht) und İsmet Atlı (Halbschwergewicht) im Freistil. Fahnenträger bei der Eröffnungsfeier war der Leichtathlet Nuri Turan.

## Teilnehmer nach Sportarten

### Fußball
- in der Gruppenphase ausgeschieden
Aydoğan Çipiloğlu
Mustafa Ertan
Cavit Gökalp
Uğur Köken
Ahmet Tuna Kozan
Emrullah Küçükbay
Suat Özyazıcı
Zeki Şensan
Selim Soydan
Ergun Taner
Bilge Tarhan
Samim Uygun
İbrahim Yalçınkaya
Turhan Yıldız

### Leichtathletik
Männer
- Aydin Onur
100 m: im Vorlauf ausgeschieden
200 m: im Vorlauf ausgeschieden

- Fahir Özgüden
400 m: im Vorlauf ausgeschieden
400 m Hürden: im Vorlauf ausgeschieden

- Ekrem Koçak
800 m: im Viertelfinale ausgeschieden

- Muharrem Dalkılıç
1500 m: im Vorlauf ausgeschieden
5000 m: im Vorlauf ausgeschieden

- Fevzi Pakel
10.000 m: 29. Platz

- Çetin Şahiner
110 m Hürden: im Vorlauf ausgeschieden
Hochsprung: in der Qualifikation ausgeschieden

- Cahit Önel
3000 m Hindernis: im Vorlauf ausgeschieden

- Orhan Altan
Stabhochsprung: in der Qualifikation ausgeschieden

- Yıldıray Pağda
Dreisprung: in der Qualifikation ausgeschieden

- Yalçın Ünsal
Weitsprung: in der Qualifikation ausgeschieden

Frauen
- Aycan Önel
100 m: im Vorlauf ausgeschieden
Weitsprung: in der Qualifikation ausgeschieden

- Gül Çiray
800 m: im Vorlauf ausgeschieden

- Canel Konvur
Hochsprung: in der Qualifikation ausgeschieden

### Reiten
- Cevdet Sümer
Springreiten: 15. Platz
Springreiten Mannschaft: ausgeschieden

- Nail Gönenlı
Springreiten: 31. Platz
Springreiten Mannschaft: ausgeschieden

- Salih Koç
Springreiten: ausgeschieden
Springreiten Mannschaft: ausgeschieden

### Ringen
- Ahmet Bilek
Fliegengewicht, Freistil: Gold

- Hüseyin Akbaş
Bantamgewicht, Freistil: in der 3. Runde ausgeschieden

- Mustafa Dağıstanlı
Federgewicht, Freistil: Gold

- Hayrullah Şahinkaya
Leichtgewicht, Freistil: in der 4. Runde ausgeschieden

- İsmail Ogan
Weltergewicht, Freistil: Silber

- Hasan Güngör
Mittelgewicht, Freistil: Gold

- İsmet Atlı
Halbschwergewicht, Freistil: Gold

- Hamit Kaplan
Schwergewicht, Freistil: Silber

- Kazim Gedik
Fliegengewicht, griech.-römisch: in der 2. Runde ausgeschieden

- Yaşar Yılmaz
Bantamgewicht, griech.-römisch: 5. Platz

- Müzahir Sille
Federgewicht, griech.-römisch: Gold

- Adil Güngör
Leichtgewicht, griech.-römisch: in der 4. Runde ausgeschieden

- Mithat Bayrak
Weltergewicht, griech.-römisch: Gold

- Kâzım Ayvaz
Mittelgewicht, griech.-römisch: 4. Platz

- Tevfik Kış
Halbschwergewicht, griech.-römisch: Gold

- Tan Tarı
Schwergewicht, griech.-römisch: in der 2. Runde ausgeschieden

### Schwimmen
Männer
- Ünsal Fikirci
100 m Freistil: im Vorlauf ausgeschieden
100 m Rücken: im Vorlauf ausgeschieden

- Engin Ünal
200 m Brust: im Vorlauf ausgeschieden

### Segeln
- Ersin Demir
Finn-Dinghy: 27. Platz